# Альто-Адідже (виноробна зона)
Альто-Адідже DOC (італ. Alto Adige DOC, нім. Südtirol DOC) — виноробна зона в італійській автономній області Трентіно-Альто-Адідже, виробляється вино категорії якості DOC. Створена у 1975 році. 98% виноробної площі регіону захищені статусом DOC. Велика кількість населення регіону є німецькомовною, тому окрім італійської, виноробна зона має німецьку назву «Südtirol» (Південний Тіроль).

## Історія

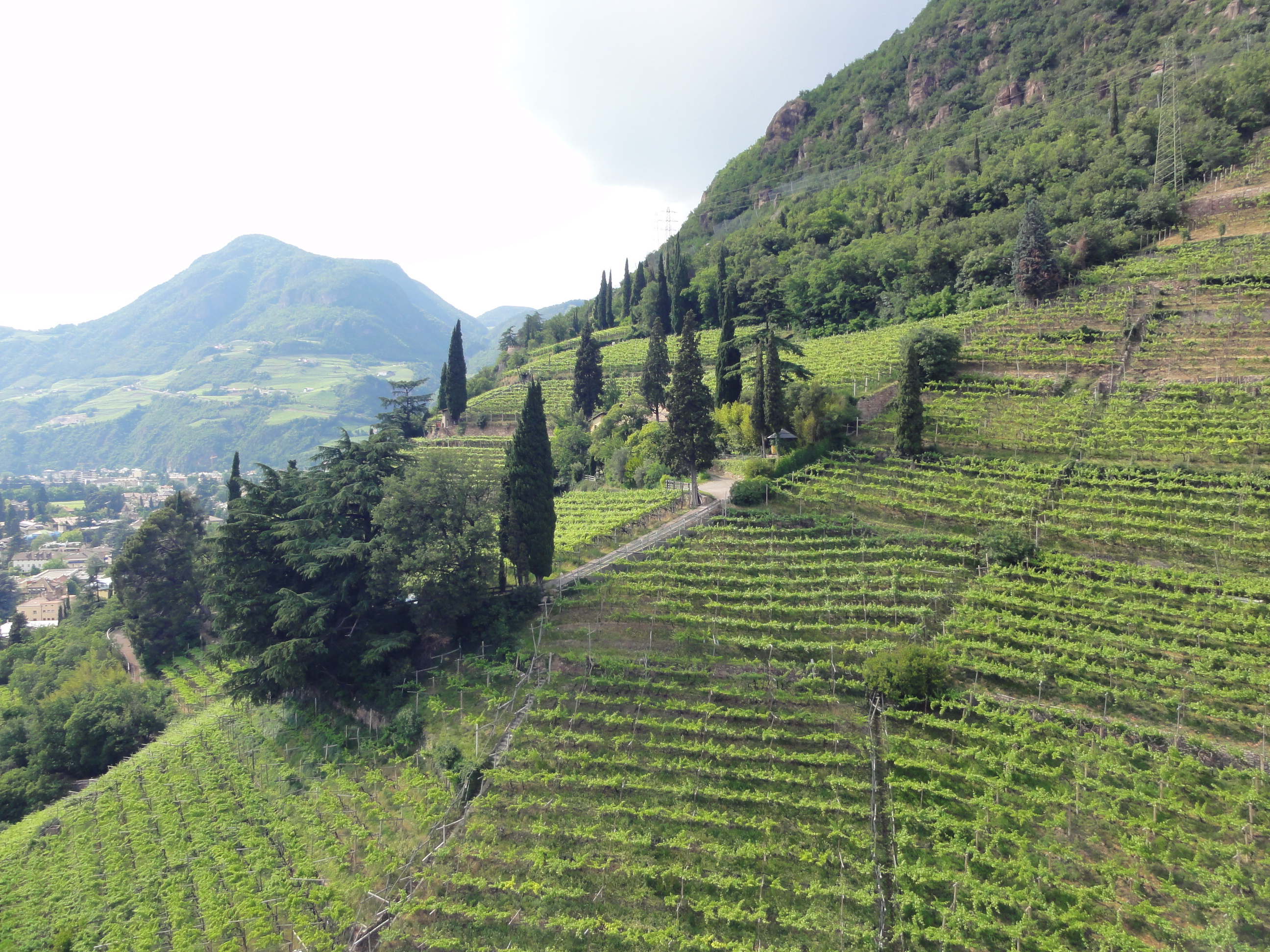
Виноградники в районі Больцано

Знахідки виноградних кісточок у регіоні датовані періодом, коли ця область ще не була завойована Давнім Римом. Цей факт свідчить про те, що виноробство тут розвивалося з дуже давніх часів (область була населена племенами ретів).
У середні віки виноробство зосереджувалось навколо монастирів.
У XX сторіччі почали з'являтися перші кооперативи виробників вина. У першій половині XX сторіччя виноробство регіону зазнало кризи внаслідок епідемії філоксери, а потім війн та репресій. Виробництво вина почало відроджуватись у 70-х роках, після отримання регіоном категорії якості DOC. Винороби змінили акцент з кількісних показників виробництва на якість продукту.     

## Сорти винограду
Вино виробляється з різних сортів, як автохтонних — лагрейн, ск'ява, ґевюрцтрамінер так і міжнародних. Основні білі сорти винограду шардоне, ґевюрцтрамінер, кернер, мускат, Мюллер-Тургау, Піно Блан, Піно Грі, рислінг, Совіньйон Блан, сильванер верде, вельшрислінг. Основні червоні сорти винограду Каберне Фран, Каберне Совіньйон, лагрейн, мальвазія нера, мерло, червоний мускат, піно нуар, ск'ява.

## Теруар
Площа виноробної зони на 2021 рік складала 4877 га. Клімат прохолодний, але м'який. Альпи захищають виноградники від холодного повітря з півночі, а з півдня сюди потрапляє тепле вологе повітря з озера Гарда та Адріатичного моря. Ґрунти здебільшого кам'янисті. Виноград вирощують в долинах та на сонячній стороні гірських схилів на висотах від 200 до 1000 метрів над рівнем моря. Деякі виноградники розташовані в трудно доступних місцях, що робить механізовану обробку неможливою, використовується тільки ручна праця, що впливає на ціну вина.

## Географічне розташування
Розташована на півночі Італії. Виноробна зона поділяється на кілька субзон.
- італ. Colli di Bolzano, нім. Bozner Leiten  — включає місто Больцано та околиці. Виробляють вино з сорту ск'ява.
- італ. Meranese di Collina, нім. Meraner Hügel — включає місто Мерано та околиці. Виробляють вино з сорту ск'ява.
- італ. Santa Maddalena, нім. St. Magdalener — розташована навколо однойменного населеного пункту. Виробляють вино переважно з сорту ск'ява.
- італ. Terlano, нім. Terlaner — розташована навколо Терлано. Виробляють білі не ігристі вина з різних сортів винограду.
- італ. Valle Isarco, нім. Eisacktal — між Варною та Фіє-алло-Шиліар.
- італ. Valle Venosta, нім. Vinschgau — виноградники розташовані на захід від Мерано і на південь від Адідже.

## Характеристика вина
Частка білого вина, що виробляється у виноробній зоні складає 65%, червоного вина — 35%. Виробляються сухі білі, червоні та рожеві вина, моносортові та купажні. Також виробляються ігристі та десертні вина. За межами регіону особливо  цінуються сухі білі вина, вироблені в Альто-Адідже.

### Пакування
На пляшці вина разом з назвою виноробної зони зазвичай пишуть сорт винограду з якого зроблено вино. Капсула на пляшці має "печатку Südtirol".

## Галерея

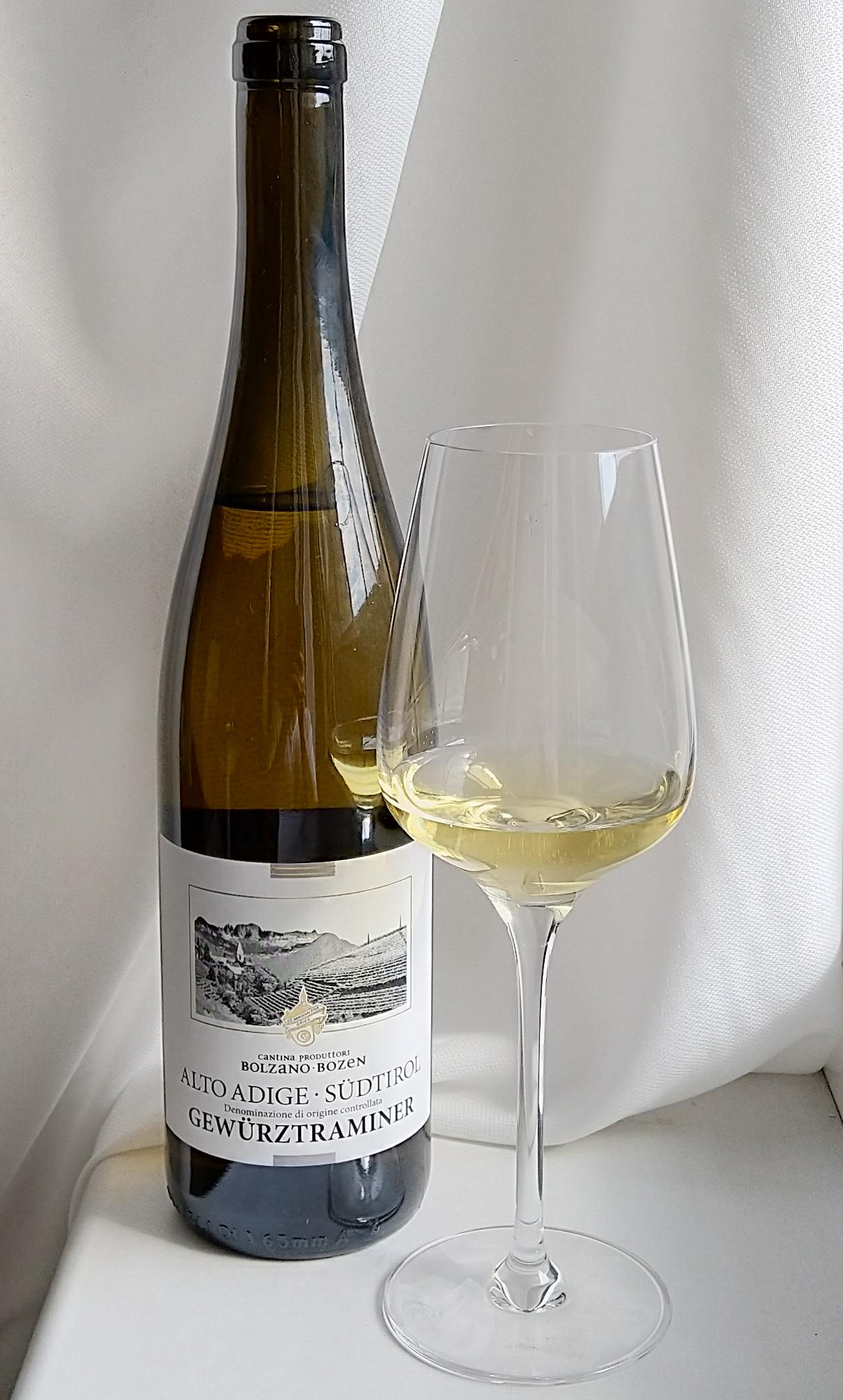
Біле сухе вино Альто-Адідже DOC з сорту ґевюрцтрамінер.
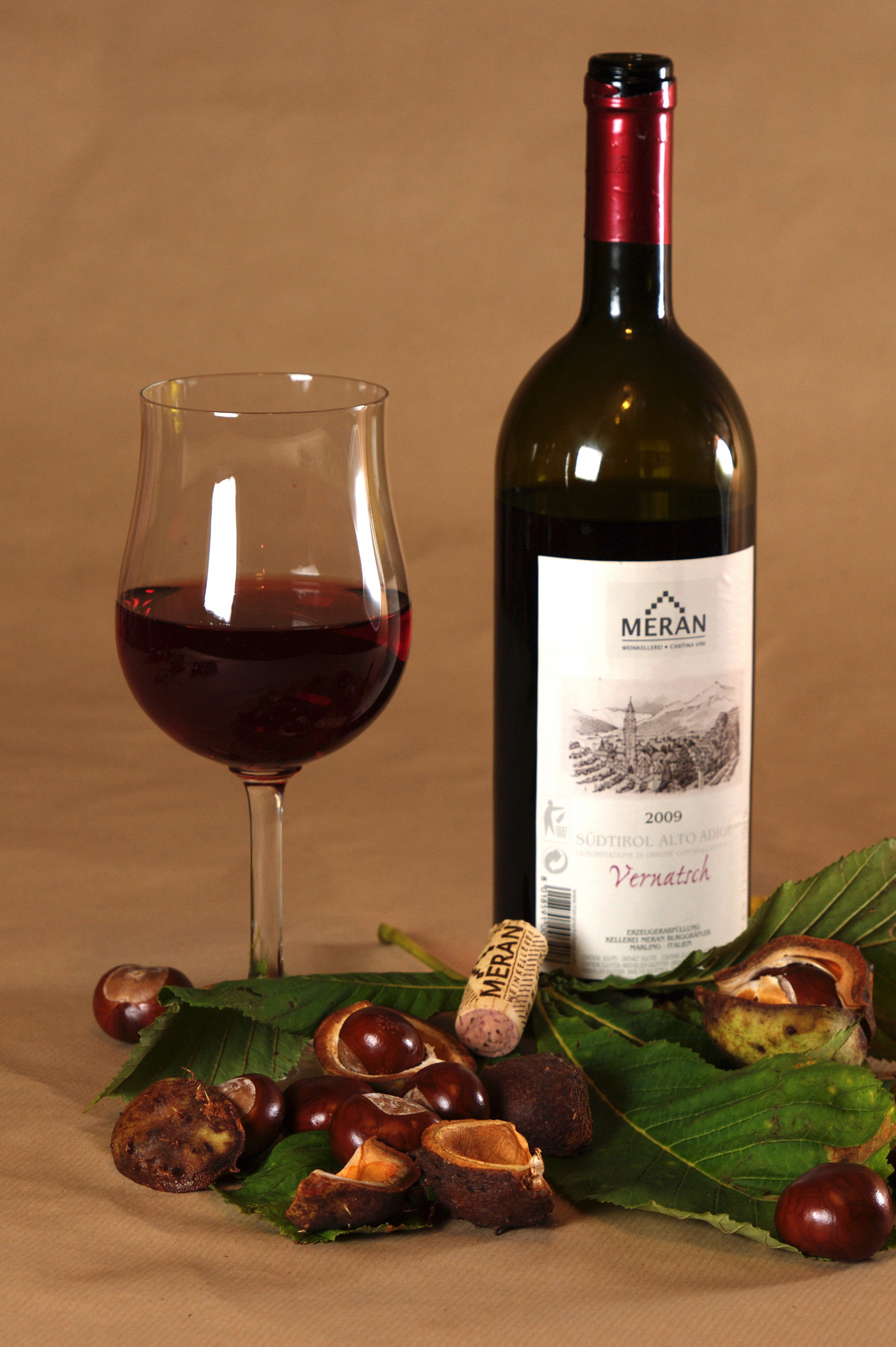
Червоне сухе вино Альто-Адідже DOC з сорту ск'ява (вернач).
«печатка Südtirol» на пляшці вина.